# IC 3558-2
IC 3558-2 — галактика типу C (компактна галактика) у сузір'ї Діва.
Цей об'єкт міститься в оригінальній редакції індексного каталогу.